# Deutsches Nachrichtenbüro
Die Deutsches Nachrichtenbüro GmbH (abgekürzt DNB) war die offizielle zentrale Presseagentur des Deutschen Reichs zur Zeit des Nationalsozialismus.

## Geschichte
Das DNB entstand am 5. Dezember 1933 aus dem Zusammenschluss des Wolffschen Telegraphen Bureaus (W.T.B), das zur Continental Telegraphen Compagnie gehörte, und der 1913 gegründeten Telegraphen-Union, den beiden größten Nachrichtenbüros im Reich. Die erste Meldung unter dem Kürzel DNB wurde am 1. Januar 1934 herausgegeben. Sitz des DNB war in der Charlottenstraße 15b in Berlin SW 68. Unter der gleichen Adresse war auch der Patria Literarische Verlag registriert sowie bis zum Umzug ins Haus der NS-Presse der Zeitungsdienst Graf Reischach, der speziell für die nationalsozialistische Gaupresse geschaffen worden war. Neben der Zentrale des DNB gab es zunächst 42, später aufgrund der deutschen Expansionspolitik 45 Zweigstellen. Zu den regionalen Diensten kam im Krieg eine mit drei Journalisten besetzte „Verbindungsstelle im Führerhauptquartier“ unter Leitung des DNB-Hauptschriftleiters Heinz Lorenz hinzu.
Die so genannte Hauptredaktion in der Berliner Zentrale war der zentrale Nachrichtenumschlagplatz des Dritten Reichs. In der Hauptredaktion wurde eine erste Auswahl des eingehenden Materials getroffen und dieses zur Bearbeitung weitergeleitet. Dort wurden auch die Mitteilungen des Propagandaministeriums und anderer Einrichtungen des Dritten Reichs für die Öffentlichkeit aufbereitet. Offizielle Redetexte von Repräsentanten aus Staat und Partei waren nur von der Hauptredaktion in verbindlicher Form zu veröffentlichen. Die deutsche Presse durfte ausschließlich diese Fassungen verwenden.
Die neben der Hauptredaktion zweitwichtigste Abteilung, die Informationsredaktion, war das Verbindungsbüro zu Regierungsstellen, Verbänden und Organisationen aller Art. Von dort aus wurden die wichtigen Termine und Veranstaltungen mit Berichterstattern besetzt. Auch der Vertreter des DNB in der Reichspressekonferenz wurde von der Informationsredaktion entsandt.
Vorstandsvorsitzender des DNB war von 1933 bis 1939 Otto Mejer. Sein Nachfolger wurde von 1939 bis 1945 Gustav Albrecht, der unter Mejer schon Stellvertreter war. Weiterer Stellvertreter war 1937 Max Freiherr von Besserer. Äußerlich als unabhängiges, privatwirtschaftliches Unternehmen getarnt, befand es sich faktisch im Besitz des Reiches und war der Pressestelle der Reichsregierung unterstellt, die zur Abteilung IV des Ministeriums für Volksaufklärung und Propaganda gehörte. Die Vorstandsmitglieder des DNB wurden von Propagandaminister Joseph Goebbels ernannt. Das DNB war der Transmissionsriemen der Staats- und Parteiführung in die Redaktionen.
Der Personalbestand des DNB betrug 1935 in der Zentrale 592 und in den Inlandszweigstellen 658 weitere Redakteure. 1940 erreichte die Belegschaft ihren größten Umfang mit 687 Redakteuren in der Zentrale und 687 im Reich. Der Anstieg ist vor allem auf den Erwerb verschiedener Materndienste zurückzuführen, deren Redakteure automatisch DNB-Angestellte wurden, aber auch auf die Expansion des nationalsozialistischen Deutschlands und den Kriegsbeginn, der eine Verstärkung des Personals erforderlich machte, um der kriegsmäßigen Intensivierung der Propaganda Rechnung zu tragen.
Im Ausland wuchs die Zahl der Mitarbeiter von 58 im Jahr 1935 auf 261 im Jahr 1942. Bis zum Kriegsbeginn unterhielt die Agentur auf allen Kontinenten Korrespondentenstellen, in Europa waren bis auf Luxemburg und Albanien in allen Ländern DNB-Korrespondenten tätig. In den Ländern der Kriegsgegner mussten nach dem jeweiligen Kriegseintritt die DNB-Büros geschlossen werden.
Das DNB bestand bis zum Ende des Zweiten Weltkrieges 1945. Am 2. Mai 1945 stellte die letzte Zweigstelle in Hamburg ihren Dienst ein. Hauptschriftleiter und Prokurist der Hamburger Zweigstelle war Ernst Wilhelm Evers. In den Entnazifizierungsverfahren nach 1945 wurden die DNB-Mitarbeiter von den zuständigen Stellen ausnahmslos entweder als „Mitläufer“ oder als „nicht betroffen“ qualifiziert.
Für die Presse war das DNB eine unverzichtbare Universalagentur, die alle Bereiche der Berichterstattung abdeckte. Zugleich war die Agentur auch für die Nachrichtenversorgung von staatlichen Stellen und NSDAP zuständig. Die unterschiedlichen Empfängerkreise erhielten ihre Informationen auf jeweils für sie bestimmtem farbigem Papier. Nachrichtenmaterial, das zur wörtlichen Veröffentlichung vorgesehen war, wurde auf grünem Papier ausgeliefert. Gelb signalisierte die Möglichkeit zur Veröffentlichung in abgeänderter, nicht wörtlicher Form. Rosafarben waren vertrauliche, nicht zur Veröffentlichung bestimmte Hintergrundinformation, die den Journalisten in den Zeitungsredaktionen als Hintergrund für Kommentare dienen sollten. Nachrichten auf blauem Papier waren nur einem begrenzten Kreis von Redaktionsleitern und Beamten zugänglich. Der 1936 eingeführte rote Dienst übernahm die Funktion des blauen, der nach dieser Reform einer nunmehr nochmals verkleinerten Anzahl von Adressaten zur Verfügung stand. Die höchste Vertraulichkeitsstufe hatte der weiße Dienst, der nur der Führungsspitze des Reichs zugänglich war. Dieser Dienst war nochmals unterteilt in drei Kategorien, wobei die höchste – Weiß C genannt – nur von maximal sieben Mitgliedern der Staats- und Parteispitze eingesehen werden durfte, darunter Hitler und Goebbels.

## Gliederung der Dienste des DNB 1937
Die Dienste von Nr. 1 bis 11 wurden von dem DNB erbracht, die Dienste von Nr. 12 bis 16 vom Patria Verlag. Es werden jeweils die Hauptschriftleiter des Dienstes angegeben.
1. Allgemeiner politischer Dienst des DNB: Ernst Saemisch, Frederic von La Trobe
2. DNB-Presseschreibfunk in englischer und französischer Sprache: Hermann Rau
3. Sondernachrichtendienste waren: Deutscher Dienst, Internationale Information, Informativ-Politischer Sonderdienst, Metger-Sonderdienst, Thema der Woche, Wetterdienst und Gerichtsdienst
4. Es gab 38 Landesdienste und verschiedene kleine Vertretungen von Korrespondenten bei den Zweigstellen
5. Berliner Nachrichten: Max Rogatzky
6. Deutsche Handelsdienst, Volkswirtschaftliche Correspondenz, Weltwirtschaft der Woche und 30 örtliche Handels- und Wirtschaftsdienste bzw. -matern, in- und ausländische Kursdienste, Vertrieb von Nachrichten für den Außenhandel an Zeitungen
7. Sportdienst des DNB und 42 örtliche Sportdienste bzw. -matern: Hans Bollmann
8. Deutsche diplomatische Korrespondenz: von Malottki
9. DNB-Bilderdienst: Alfred Ritter
10. Drei Heimatbilddienste
11. Drei Maternkorrespondenzen
12. Deutscher Schnelldienst: Károly Kampmann
13. Auslandsbriefe aus aller Welt, Beiträge aus der Kultur, „Draußen und Drinnen“:[2] Friedrich Heißmann[3]
14. Landwirtschaftliche Wochenschau, Land- und Gartenwirtschaft, Volksdeutscher Dienst: Frithjof Melzer[4]
15. Was Ihr wollt: Gerhard Bohlmann
16. Volkssport und Leibeserziehung: Rupert Naumann
17. 36 Landesdienste

## Nachrichtenübermittlung
Das Deutsche Nachrichtenbüro bediente sich verschiedener Verfahren, um einerseits Nachrichten in der Berliner Zentrale zu empfangen und andererseits Meldungen herauszugeben. Wichtigste Methode war bis 1943 der Sprechfunk, auch Pressefunk genannt. Zu bestimmten Tageszeiten wurden die Nachrichten von einer von Rundfunkgeräten nicht erreichbaren Wellenlänge ausgesendet und beim Empfänger von Pressestenographen zu Papier gebracht. Der Fernschreiber, der weder in der Weimarer Republik noch im Dritten Reich flächendeckend zum Einsatz kam, spielte eine untergeordnete Rolle. Im gesamten Reich gab es 1934 ein Fernschreibnetz mit lediglich rund 500 Empfängern. Das DNB hatte 3000 von reichsweit 20.000 Kilometern Fernschreibkabeln gemietet; diese dienten nur der internen Übermittlung von Nachrichten.
Ab Mitte der dreißiger Jahre wurde in Deutschland der Hellschreiber erprobt, der 1942 flächendeckend bei Zeitungsverlagen eingeführt wurde. Dieser 1929 vom Siemens-Ingenieur Rudolf Hell entwickelte Apparat verband die Schnelligkeit der Funkübertragung mit der Sicherheit der Fernschreibleitung. Er ermöglichte die rasche, direkte und kostengünstige Übermittlung von Nachrichten per Funk. Das DNB war die erste Nachrichtenagentur der Welt, die sich dieser neuen Technologie bediente. Zuvor vereinbarte Sendezeiten für den Pressefunk waren mit der Einführung des Hellschreibers nicht mehr notwendig. Das Empfangsgerät in den Redaktionen konnte vom DNB jederzeit aktiviert werden, ohne dass dazu Personal beim Empfänger vorgehalten werden musste.

## Britische Überwachung
Nach Kriegsende kam heraus, dass sämtliche deutsche DNB-Verlautbarungen von den Briten seit Beginn des Krieges abgehört wurden. Damit wussten sie zeitgleich mit deutschen Stellen über die vom Reichspropagandaministerium gesteuerte deutsche Nachrichtenlage Bescheid. Der Coup war dadurch möglich, weil der deutsche London-Korrespondent bei seiner übereilten Abreise aus England bei Kriegsausbruch 1939 wissentlich oder versehentlich den Hellschreiber im Londoner DNB-Büro zurückgelassen hatte, ohne diesen funktionsunfähig gemacht zu haben. Es gelang den Briten nun, die DNB-Nachrichtenlage über ihre Sender zu verbreiten, noch ehe NS-deutsche Medien dazu in der Lage waren (Z. B. über den Soldatensender Calais, der sich als deutscher Sender ausgab, in Wahrheit eine Radiostation der Briten war). Der Grund: In GB waren kürzere Verbreitungswege gegeben als in der angstbesetzten Hitler-Diktatur, wo es üblich war, ehe eine Nachricht zur Verbreitung anstand, sich tunlichst noch mal bei vorgesetzten Behörden rückzuversichern: Umständlichkeit, die Zeit kostete. Dieser Vorsprung verlieh den Verlautbarungen britischer Tarnsender eine hohe Glaubwürdigkeit für die Lagebeurteilungen, die die deutsche Armeen in Frankreich nach Beginn der alliierten Invasion in der Normandie 1944 täglich intern erstellten.